# Dalby distrikt, Skåne
Dalby distrikt är ett distrikt i Lunds kommun och Skåne län.
Distriktet ligger sydost om Lund.

## Tidigare administrativ tillhörighet
Distriktet inrättades 2016 och utgörs av socknen Dalby i Lunds kommun
Området motsvarar den omfattning Dalby församling hade vid årsskiftet 1999/2000.